# Чета витезова
Чета витезова (енгл. Knight Squad) је америчка играна комедија направљена од стране Шона Канингама и Марка Дворкина, премијерно је приказана на Никелодиону 19. фебруара 2018. године. Серија обухвата две сезоне са укупно 29 епизода.
У Србији, Црној Гори, Републици Српској и Македонији серија је премијерно приказана 2018. године на каналу Никелодион, синхронизована на српски језик. Синхронизацију је радио студио Голд диги нет. Српска синхронизација нема DVD издања.

## Радња
У "магичној школи за витезове на обуци" у краљевству Асторије, двоје веома различитих ученика, Арк и Сијара, оформе пакт да једно другоме чувају тајну и прате свој снове о витештву. Арк и Сијара тренирају са својим другарима из екипе Персидом и Ратком као и са својим супарницама Огњенком и Ђурђом да би једног дана могли да постану витезови и бране Асторију од разних претњи попут њеног бившег краља Рајкера и његове војске.

## Ликови

### Главни
- Овен Џојнер као Арк, скитница са Мора која вара и краде да дође до витешке школе и екипе Феникса да би једнога дана могао да ослободи своју домовину Море од Рајкера.
- Данијела Перкинс као Сијара, ученица која је тајно принцеза Асторије која носи посебни прстен који су јој дале виле на Елајзин предлог да се преруши да би могла тајно да похађа витешку школу и буде део екипе Феникса.
- Лилимар као Огњенка, ученица школе која је Сијарина супарница и члан екипе Кракена. У епизоди "Последња витешка ноћ", Огњенкина мотивација да постане витез је била њена немогућност да као дете помогне краљици Асторије када су је отела три гоблина.
- Лекси Дибендето као Персида, ученица која је "једна четвртина див", која је у екипи Феникса са Арком, Сијаром и Ратком. Између краја сезоне један и почетка сезоне два, Персида сазна тајне Арца и принцезе па се сложи да ћути да их не би обоје увалила у невољу са краљем и сер Гаретом.
- Амар М. Вутен као Ратко, ученик који је у екипи Феникса са Арком, Сијаром и Персидом, и којег сматрају најгорим учеником витезом у школи, али који касније открије да зна магију; он је старији брат Филипа; У епизоди "Витешка љубав на први поглед", Ратко сазнаје тајне Арка и принцезе.
- Савана Меј као Ђурђа, слатка и весела ученица школе која је Огњенкина поданица и члан екипе Кракена.
- Кели Перин као сер Гарет, витез са повезом на оку, металном левом руком, и металним левим гузом који је учитељ у витешкој школи.

### Споредни
- Џејсон Симс-Пруит као краљ, неименовани владар Асторије, веома заштитнички настројени отац принцезе и принцезе Елајзе.
- Сет Кар као Филип, Ратков млађи брат који обавља чудне послове око витешке школе.
- Фред Гранди као чаробњак Хоганкрос, највећи чаробњак у земљи који служи краљу, има лошу везу са сер Гаретом, и творац је заштитног поља које држи Рајкера ван Асторије.

Тод Такер такође даје глас Балавку, крзненом створењу које се први пут појављује у епизоди "Лопов у ноћи".

### Значајне гостујуће звезде
- Мари Пасери као ћаробница Пљувачица, директорка Асторијине магијске школе која је вољна да прими било кога са магичним способностима.
- Тензинг Норгај Трејнор као Крле, некадашњи члан екипе Феникса.
- Марија Каналс-Барера као Вишња, творац напитака и Огњенкина мајка.
- Џахим Тумс као Себастијан, ученик школе чаробњаштва.
- Маја ле Кларк као Бранка, девојчица коју едукује Огњенка.
- Кира Косарин као дух.
- Џек Грифо као сер Свејзи, витез и бивши ученик сер Гарета који је постао витез у краљевству Шума пошто било ко ко живи у Шуми може да постане витез.
- Гарет Морис као Стари Филип, стара форма Филипа.
- Гено Сеџерс као Рајкер, некадашњи краљ Асторије, који је прогнан због своје корпуције, и води војску са намером да је поврати док уништава нека села успут.
- Лизи Грин као Дух сенке, дух којем је принцеза била мета.
- Сидни Парк као принцеза Елајза, старија сестра принцезе која је набавила посебни прстен својој сестри и водила војску свог оца у борби против Рајкера док није пала под контролу чаролије Рајкеров знак.
- Крис Толман као Змија.
- Рејни Родригез као вештица докторка.

## Улоге
| Име лика              | Глумац/ица             | Српски глас          |
| --------------------- | ---------------------- | -------------------- |
| Арк                   | Овен Џојнер            | Mateya               |
| Сијара                | Данијела Перкинс       | Мина Ненадовић       |
| Ратко                 | Амар. М. Вутен         | Иван Павличић        |
| Персида               | Лекси Ди Бендето       | Јована Цавнић        |
| Огњенка               | Лилимар                | Анђела Џаферовић     |
| Ђурђа                 | Савана Меј             | Анастасија Видаковић |
| Сер Гарет             | Кели Перин             | Стеван Пиале         |
| Краљ                  | Џејсон Симс-Провит     | Александар Новаковић |
| Филип                 | Сет Кер                | Томислав Божовић     |
| Огар Грег             | Дејвид Мети            | Бојан Хлишћ          |
| Океанска вештица      | Ники Томлинсон         |                      |
| Новчић                | Кристофер Трој         |                      |
| Басквоч               | Тод Такер              |                      |
| Чаробњак Хоганкрос    | Фред Гранди            | Марко Марковић       |
| Рат-Тат               | Бруно Амато            |                      |
| Лари                  | Тејлор Макини IV       |                      |
| Чаробница Пљувачица   | Мери Пасери            | Михаела Стаменковић  |
| Хорват грозни         | Естебан Куето          | непознато            |
| Крајпан               | Кевин Акаведо          | Никола Тодоровић     |
| Срећко                | Лаки Дејвис            | Марко Ћурчић         |
| Крле                  | Тензинг Норгај Трејнор | Огњен Мићовић        |
| Вила                  | Еми Бакнер             | Марија Стокић        |
| Капитен Вукова        | Данијел Вулф           | Предраг Дамњановић   |
| Краљица вила          | Британи Рос            | Милена Моравчевић    |
| Вишња                 | Марија Каналс-Барера   | Ана Симић            |
| Себастијан            | Џахим Тумс             | Огњен Дрењанин       |
| Виолета               | Ема Мајзел             | Ања Радовановић      |
| Бранка                | Маја ле Кларк          | Тиња Дамњановић      |
| Ђоле                  | Џозија Лагоној         | непознато            |
| Туче                  | Нејтам Пламер          | непознато            |
| Гризе                 | Милана Џоли Пина       | непознато            |
| Дух Кики              | Кира Косарин           | Маријана Живановић   |
| Сер Свејзи            | Џек Грифо              | Предраг Дамњановић   |
| Рајкер                | Гено Сеџерс            | Павле Јеринић        |
| Балавко               | Тод Такер              | оригинални глас      |
| Заповедница Амбала    | Џеси Граф              | Ана Кораћ            |
| Зандер                | Џејми Калер            | Немања Живковић      |
| Краљевски уздисач     | Брајан Крусе           | Немања Живковић      |
| Дух сенке             | Лизи Грин              | Марина Кауцки        |
| Елајза                | Сидни Парк             | Марија Стокић        |
| Брисач                | Крис Толман            | Бојан Хлишћ          |
| Принцеза Љупка        | Парис Смит             | Ивона Рамбосек       |
| Сер Јонко             | Реџи Дејвис            | Ђорђе Марковић       |
| Вештица докторка      | Рејни Родригез         | Валентина Павличић   |
| Фантастични Карбонаро | Мајкл Карбонаро        | Томаш Сарић          |
| Сер Ангус Маћио       | Томас Ленон            | Бранислав Платиша    |
| Супер Летач           | Грег Пероу             | Ђорђе Марковић       |
| Краљ тролова          | Џереми Вијанд          | Томаш Сарић          |
| Остарели Филип        | Гарет Морис            | Лако Николић         |

## Епизоде
| Сезона | Сезона | Епизоде | Епизоде | Оригинално емитовање | Оригинално емитовање |
| Сезона | Сезона | Епизоде | Епизоде | Премијера            | Финале               |
| ------ | ------ | ------- | ------- | -------------------- | -------------------- |
|        | 1.     | 19      | 19      | 19. фебруар 2018.    | 26. јануар 2019.     |
|        | 2.     | 10      | 10      | 2. фебруар 2019.     | 20. април 2019.      |

## Рејтинзи
| Сезона | Епизоде | Прва епизода      | Прва епизода       | Последња епизода | Последња епизода   | Прос. гледаоца (милиони) |
| Сезона | Епизоде | Датум             | Гледаоци (милиони) | Датум            | Гледаоци (милиони) | Прос. гледаоца (милиони) |
| ------ | ------- | ----------------- | ------------------ | ---------------- | ------------------ | ------------------------ |
| 1      | 18      | 19. фебруар 2018. | 1.14               | 26. јануар 2019. | TBD                | 0.82                     |
| 2      | TBA     | 2. фебруар 2019.  | TBD                | TBA              | TBD                | TBD                      |